# Великобобрицька волость (Балтський повіт)
Великобобрицька волость — історична адміністративно-територіальна одиниця Балтського повіту Подільської губернії Російської імперії. Волосний центр — село Великий Бобрик.
Станом на 1885 рік складалася з 11 поселень, 13 сільських громад. Населення — 11342 осіб (5672 чоловічої статі та 5670 — жіночої), 1104 дворових господарств.
|                     | Площа, десятин | У тому числі орної, дес. |
| ------------------- | -------------- | ------------------------ |
| Сільських громад    | 13609          | 8817                     |
| Приватної власності | 18918          | 7986                     |
| Казенної власності  |                |                          |
| Іншої власності     | 506            | 366                      |
| Загалом             | 33033          | 18169                    |

- Адамівка
- Арчепитівка
- Бобрик Великий
- Гвоздавка
- Гельбинове (єврейська колонія)[2][3]
- Криве Озеро (містечко)
  - Гедзвилове (нині у смузі Криве Озеро)
- Кричунове
  - Олександрівка (нині у складі Кричунове)
- Мазурове
- Михальченкове (Михалкове)
- Чабанове (колонія)[4][5]
- Янишівка (слобідка)
  - Бобрик Малий (нині у смузі Янишівка)
- Ясенове (I)